# Китайський гороскоп

## П'ять елементів

Пентаграма У-Сін

Згідно зі східним гороскопом, всі істоти і предмети на землі складаються з п'яти основних елементів — земля, дерево, вогонь, метал і вода. Вони розуміються також як стадії розвитку, що протікає в п'яти фазах, перетвореннях неба, землі і людини. А саме:
1. Дерево: формувати, наприклад режим дня, з гідністю, постійністю, миролюбністю.
2. Вогонь: запалювати, наприклад намічати мету, реалізовувати, з розмахом, енергією, динамікою, готовністю до боротьби.
3. Земля: зміцнювати, створювати стабільність і рівновагу, з дбайливістю, точністю, наполегливістю, постійністю.
4. Метал: формувати, з обмеженою готовністю ризикувати, відверто, справедливо, об'єктивно, вечірня енергія, обачність, жнива.
5. Вода: розкріпачувати, кінець циклу і передчуття нового, обережність, плідність, працювати продумано, схильність до мрійливості.

Кожна тварина східного зодіакального кола має позитивну, нейтральну, і негативну стихію. Яка б тварина не панувала поточного року, початку року притаманна своя стихія (якість), яка нагадуватиме про себе, створюючи або вдалі, або конфліктні комбінації подій.
Іншими словами, на думку астрологів, з урахуванням впливу стихій зовсім не обов'язково, що найсприятливішими роками для людини будуть саме ті роки, над якими панує «його» тварина (у рік якої він народжений).
На картинці — пентаграмі У-сін зображені правила взаємодії елементів:
1. Дерево викликає Вогонь, знищується Металом.
2. Вогонь створює Землю, знищується Водою.
3. Земля породжує Метал, знищується Деревом.
4. Метал породжує Воду, знищується Вогнем.
5. Вода породжує Дерево, знищується Землею.

Саме ці відносини (крім основних правил сформульовано ще велике число винятків) використовуються для тлумачення долі людини, сприятливості для нього того або іншого року, дня чи місяця. Так само визначається і сумісність двох людей.

## Інь і ян
Інь і ян — це два поняття з давньокитайського вчення Даосизм. Вони описуються як протилежні взаємодоповнюючі принципи. Інь відповідає жіночому, пасивному, що приймає, віддає і піклується, нетворчому, заперечуючому початку. До нього відносяться Місяць, тіні, Земля і ніч, а також парні числа. Ян відповідає чоловічому, діяльному, активному, динамічному, зачинаючому і продуктивному, творчому, стверджувальному початку. До нього відносяться Сонце і світло, небо і день, а також непарні числа.
Згідно з ученням про інь і ян, вони чергують спрямованість дій людської спільноти. Вважається, що в рік інь люди використовуючи накопичені сили і ресурси, зосереджуються на завершенні незакінчених справ. У рік ян людина активізується на нових справах, просувається далі і вище. Від інь-ян-спрямованості залежить і відтінок панівної стихії («колір» року).
Ділення об'єктів по інь-ян-властивостям у китайців і японців принципово різняться, тому невірно називати китайський гороскоп ще і японським, це дві різні філософії.

## Межі року
У Східному календарі початок нового року припадає на перший молодик після зимового сонцестояння, що відбувається в січні або лютому. Настанням нового року визнається другий, рахуючи від зимового сонцестояння (21-22 грудня), молодик, що відбувається відповідно не раніше 21 січня і не пізніше 20 лютого.

## Китайський календар 1900—2031 роки
У таблиці наочно видно, який знак з якою твариною асоціюється та вказано перший день Нового року. 
Колір показує стихію, яка пов'язана з роком: Червоний = Вогонь Жовтий = Земля Сірий(білий) = Метал Блакитний = Вода Зелений = Дерево.
| Пацюк          | Бик            | Тигр           | Кролик (Заєць) | Дракон         | Змія           | Кінь           | Коза           | Мавпа          | Півень         | Собака         | Свиня          |
| -------------- | -------------- | -------------- | -------------- | -------------- | -------------- | -------------- | -------------- | -------------- | -------------- | -------------- | -------------- |
| 1900 31 січня  | 1901 19 лютого | 1902 8 лютого  | 1903 29 січня  | 1904 16 лютого | 1905 4 лютого  | 1906 25 січня  | 1907 13 лютого | 1908 2 лютого  | 1909 22 січня  | 1910 10 лютого | 1911 30 січня  |
| 1912 18 лютого | 1913 6 лютого  | 1914 26 січня  | 1915 14 лютого | 1916 3 лютого  | 1917 23 січня  | 1918 11 лютого | 1919 1 лютого  | 1920 20 лютого | 1921 8 лютого  | 1922 28 січня  | 1923 16 лютого |
| 1924 5 лютого  | 1925 25 січня  | 1926 13 лютого | 1927 2 лютого  | 1928 23 січня  | 1929 10 лютого | 1930 30 січня  | 1931 17 лютого | 1932 6 лютого  | 1933 26 січня  | 1934 14 лютого | 1935 4 лютого  |
| 1936 24 січня  | 1937 11 лютого | 1938 31 січня  | 1939 19 лютого | 1940 8 лютого  | 1941 27 січня  | 1942 15 лютого | 1943 5 лютого  | 1944 25 січня  | 1945 13 лютого | 1946 2 лютого  | 1947 22 січня  |
| 1948 10 лютого | 1949 29 січня  | 1950 17 лютого | 1951 6 лютого  | 1952 27 січня  | 1953 14 лютого | 1954 3 лютого  | 1955 24 січня  | 1956 12 лютого | 1957 31 січня  | 1958 18 лютого | 1959 8 лютого  |
| 1960 28 січня  | 1961 15 лютого | 1962 5 лютого  | 1963 25 січня  | 1964 13 лютого | 1965 2 лютого  | 1966 21 січня  | 1967 9 лютого  | 1968 30 січня  | 1969 17 лютого | 1970 6 лютого  | 1971 27 січня  |
| 1972 15 лютого | 1973 3 лютого  | 1974 23 січня  | 1975 11 лютого | 1976 31 січня  | 1977 18 лютого | 1978 7 лютого  | 1979 28 січня  | 1980 16 лютого | 1981 5 лютого  | 1982 25 січня  | 1983 13 лютого |
| 1984 2 лютого  | 1985 20 лютого | 1986 9 лютого  | 1987 29 січня  | 1988 17 лютого | 1989 6 лютого  | 1990 27 січня  | 1991 15 лютого | 1992 4 лютого  | 1993 23 січня  | 1994 10 лютого | 1995 31 січня  |
| 1996 19 лютого | 1997 7 лютого  | 1998 28 січня  | 1999 16 лютого | 2000 5 лютого  | 2001 24 січня  | 2002 12 лютого | 2003 1 лютого  | 2004 22 січня  | 2005 9 лютого  | 2006 29 січня  | 2007 18 лютого |
| 2008 7 лютого  | 2009 26 січня  | 2010 14 лютого | 2011 3 лютого  | 2012 23 січня  | 2013 10 лютого | 2014 31 січня  | 2015 19 лютого | 2016 8 лютого  | 2017 28 січня  | 2018 16 лютого | 2019 5 лютого  |
| 2020 25 січня  | 2021 12 лютого | 2022 1 лютого  | 2023 22 січня  | 2024 10 лютого | 2025 29 січня  | 2026 17 лютого | 2027 6 лютого  | 2028 29 січня  | 2029 13 лютого | 2030 3 лютого  | 2031 23 січня  |